# Bộ Mịch (糸)
Bộ Mịch, bộ thứ 120 có nghĩa là "sợi tơ" là 1 trong 29 bộ có 6 nét trong số 214 bộ thủ Khang Hy.
Trong Từ điển Khang Hy có 823 chữ (trong số hơn 40.000) được tìm thấy chứa bộ này.

## Tự hình Bộ Mịch (糸)

Giáp cốt văn
Kim văn
Tiểu triện

## Chữ thuộc Bộ Mịch (糸)
| Số nét bổ sung | Chữ |
| -------------- | --- |
| 0              | 糸 糹 纟丝 |
| 1              | 糺 系 |
| 2              | 䊵 糼 糽 糾 糿 |
| 3              | 䊶 䊷 䊸 䊹 䌶 紀 紁 紂 紃 約 紅 紆 紇 紈 紉 |
| 4              | 䊺 䊻 䊼 䊽 䊾 䊿 䋀 䋁 䋂 䋃 䋄 䋅 䋆 䋇 䌸 紊 紋 紌 納 紎 紏 紐 紑 紒 紓 純 紕 紖 紗 紘 紙 級 紛 紜 紝 紞 紟 素 紡 索 紣 紤 紥 紦 紧 索 紐                                                                            |
| 5              | 䋈 䋉 䋊 䋋 䋌 䋍 䋎 䋏 䋐 䋑 䋒 䋓 䋔 䌷 䌹 紨 紩 紪 紫 紬 紭 紮 累 細 紱 紲 紳 紴 紵 紶 紷 紸 紹 紺 紻 紼 紽 紾 紿 絀 絁 終 絃 組 絅 絆 絇 絈 絉 絊 絋 経 累                                                          |
| 6              | 䋕 䋖 䋗 䋘 䋙 䋚 䋛 䋜 䋝 䋞 絍 絎 絏 結 絑 絒 絓 絔 絕 絖 絗 絘 絙 絚 絜 絝 絞 絟 絠 絡 絢 絣 絤 絥 給 絧 絨 絩 絪 絫 絬 絭 絮 絯 絰 統 絲 絳 絴 絵 絶 絷                                                             |
| 7              | 䋟 䋠 䋡 䋢 䋣 䋤 䋥 䋦絛 絸 絹 絺 絻 絼 絽 絾 絿 綀 綁 綂 綃 綄 綅 綆 綇 綈 綉 綊 綋 綌 綍 綎 綏 綐 綑 綒 經 綔 綕 綖 綗 綘 継 続 綛 緐                                                                                |
| 8              | 䋧 䋨 䋩 䋪 䋫 䋬 䋭 䋮 䋯 䋰 䋱 䋲 綜 綝 綞 綟 綠 綡 綢 綣 綤 綥 綦 綧 綨 綩 綪 綫 綬 維 綮 綯 綰 綱 網 綳 綴 綵 綶 綷 綸 綹 綺 綻 綼 綽 綾 綿 緀 緁 緂 緃 緄 緅 緆 緇 緈 緉 緊 緋 緌 緍 緎 総 緑 緒 緔 緕 綠 綾       |
| 9              | 䋳 䋴 䋵 䋶 䋷 䋸 䋹 䋺 䋻 䋼 䋽 䋾 䋿 䌀 䌁 䌂 䌃 䌄 䌾 䌿 緓 緖 緗 緘 緙 線 緛 緜 緝 緞 緟 締 緡 緢 緣 緤 緥 緦 緧 編 緩 緪 緫 緬 緭 緮 緯 緰 緱 緲 緳 練 緵 緶 緷 緸 緹 緺 緻 緼 緽 緾 緿 縀 縁 縂 縃 縄 縅 縆 縇 練 |
| 10             | 䌅 䌆 䌇 䌈 䌉 䌊 䌋 䍀 縈 縉 縊 縋 縌 縍 縎 縏 縐 縑 縒 縓 縔 縕 縖 縗 縘 縙 縚 縛 縜 縝 縞 縟 縠 縡 縢 縣 縤 縥 縦 縧 縨                                                                                              |
| 11             | 䌌 䌍 䌎 䌏 䌐 䌑 䌒 䌓 䌔 䌕 縩 縪 縫 縬 縭 縮 縯 縰 縱 縲 縳 縴 縵 縶 縷 縸 縹 縺 縻 縼 總 績 縿 繀 繁 繂 繃 繄 繅 繆 繇 繉 繊 繌 繍 縷                                                                               |
| 12             | 䌖 䌗 䌘 䌙 䌚 䌛 繈 繎 繏 繐 繑 繒 繓 織 繕 繖 繗 繘 繙 繚 繛 繜 繝 繞 繟 繠 繡 繢 繣 繤 繥 繧 繱 |
| 13             | 䌜 䌝 䌞 䌟 䌠 䌡 䌢 䍁 繋 繦 繨 繩 繪 繫 繬 繭 繮 繯 繰 繲 繳 繴 繵 繶 繷 繸 繹 繺 |
| 14             | 䌣 䌤 䌥 䌦 䌧 繻 繼 繽 繾 繿 纀 纁 纂 纃 |
| 15             | 䌨 䌩 纄 纅 纆 纇 纈 纉 纊 纋 續 纍 纎 纏 纐 |
| 16             | 䌪 䌫 䌬 䌭 纑 纒 |
| 17             | 䌮 纓 纔 纕 纖 |
| 18             | 䌯 䌰 䌱 䌲 纗 |
| 19             | 䌳 䌴 纘 纙 纚 |
| 21             | 䌵 纜 纝 |
| 23             | 纞 |